# Byeon Woo-seok
Byeon Woo-seok (hangul: 변우석; ur. 31 października 1991 w Seulu) – południowokoreański aktor i model. Zdobył popularność dzięki roli Ryu Sun-jae w serialu telewizyjnym Lovely Runner (2024). Zagrał także w filmie Dziewczyna z XX wieku (2022) oraz serialach Record of Youth (2020) i Strong Girl Nam-soon (2023).

## Kariera

### 2014–2023: Początki kariery
Byeon Woo-seok, który zadebiutował jako model w 2010 roku, rozpoczął swoją karierę aktorską w 2016 roku w serialu telewizyjnym tvN Dear My Friends. W 2019 roku dołączył jako jeden z głównych aktorów do obsady serialu telewizyjnego JTBC Flower Crew: Joseon Marriage Agency.
W 2021 roku został obsadzony w historycznym serialu telewizyjnym KBS2 Moonshine stacji KBS2, za który otrzymał nagrodę dla Najlepszego Nowego Aktora na KBS Drama Awards w 2022 roku. W tym samym roku zagrał swoją pierwszą główną rolę filmową w produkcji Dziewczyna z XX wieku. Film miał swoją premierę w 2022 roku.

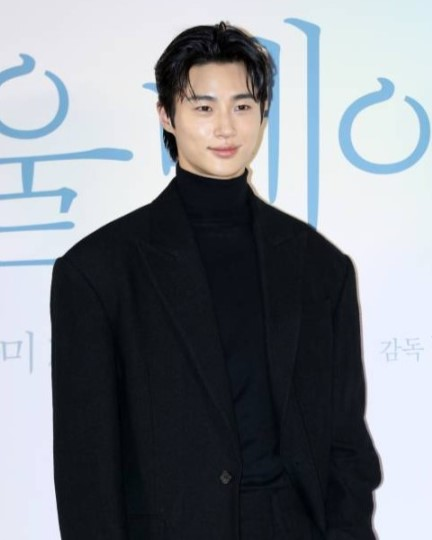
Byeon Woo-seok na konferencji w lutym 2023 roku

W 2022 roku otrzymał kolejną główną rolę w filmie Soulmate. Film został wydany w kinach w 2023 roku. Również w 2022 roku został obsadzony jako Ryu Si-o w serialu Strong Girl Nam-soon.

### Od 2024: Rosnąca popularność
19 lipca 2023 roku Byeon został obsadzony w swojej pierwszej głównej roli jako Ryu Sun-jae w romantycznym serialu telewizyjnym o podróżach w czasie Lovely Runner od tvN, w którym wystąpił u boku Kim Hye-Yoon. Serial miał swoją premierę w kwietniu 2024 roku. Aby lepiej wcielić się w rolę Ryu Sun-jae, brał lekcje śpiewu, aby doskonalić swoje umiejętności wokalne.

## Filmografia

### Filmy
| Rok  | Tytuł                 | Rola            | Informacje |
| ---- | --------------------- | --------------- | ---------- |
| 2017 | Midnight Runners      | Artysta klubowy | Cameo      |
| 2019 | Ashfall               | Bodyguard       | Cameo      |
| 2022 | Dziewczyna z XX wieku | Poong Woon-ho   |            |
| 2023 | Soulmate              | Ham Jin-woo     |            |

### Seriale telewizyjne
| Rok       | Tytuł                                             | Rola                   | Informacje              |
| --------- | ------------------------------------------------- | ---------------------- | ----------------------- |
| 2016      | Dear My Friends                                   | Son Jong-shik          | Cameo                   |
| 2016      | Weightlifting Fairy Kim Bok-joo                   | Starszy Joon-Hyung     | Cameo (Odc. 16)         |
| 2016      | Moon Lovers: Scarlet Heart Ryeo                   | Były chłopak Go Ha-jin | Cameo (Odc. 1,3)        |
| 2017      | Secret Crushes: Season 3                          | Byun Woo-suk           |                         |
| 2017      | Drama Stage – "The B Manager and the Love Letter" | Jung Do-jin            |                         |
| 2017      | Live Up to Your Name                              | Asystent Heo-juna      |                         |
| 2017      | Drama Stage – "History of Walking Upright"        | Jong-min               |                         |
| 2019      | Office Watch 3                                    | Ha Min-gyu             |                         |
| 2019      | Welcome to Waikiki 2                              | Yoon Seo-won           | Cameo (Odc. 4)          |
| 2019      | Search: WWW                                       | Han Min-gyu            | Cameo (Odc. 3–5, 7, 16) |
| 2019      | Flower Crew: Joseon Marriage Agency               | Do Joon                |                         |
| 2020      | Record of Youth                                   | Won Hae-hyo            |                         |
| 2021–2022 | Moonshine                                         | Lee Pyo                |                         |
| 2023      | Strong Girl Nam-soon                              | Ryu Shi-oh             |                         |
| 2024      | Lovely Runner                                     | Ryu Sun-jae            |                         |

### Programy telewizyjne
| Rok       | Tytuł    | Rola           |
| --------- | -------- | -------------- |
| 2017–2018 | Modulove | Byeon Woo-seok |

### Hosting
| Rok  | Tytuł            | Artysta          |
| ---- | ---------------- | ---------------- |
| 2015 | Mr.Chu: Season 1 | Główny gospodarz |
| 2016 | Mr.Chu: Season 2 | Główny gospodarz |
| 2017 | Mr.Chu: Season 3 | Główny gospodarz |